# Дрезгич, Урош
У́рош Дре́згич (серб. Урош Дрезгић; род. 4 октября 2002, Шабац) — сербский футболист, защитник российского клуба «Рубин».

## Клубная карьера
Дрезгич — воспитанник клубов ОФК и «Чукарички». 6 июня 2020 года в матче против «Инджии» он дебютировал в сербской Суперлиге в составе последних.